# Louis Malley
Pour les articles homonymes, voir Malley.
Louis Malley est un écrivain américain de roman policier. 

## Biographie
Il grandit à New York dans les quartiers d’Harlem, du Bronx et de Little Italy où il côtoie quelques gangs. Il exerce plusieurs métiers dont rédacteur de slogans politiques tant pour les Démocrates que pour les Républicains et videur dans un bar à bière de la 125e rue.
Little Italy et Harlem sont la toile de fond de ses romans. La Famille Pied-de-bouc reçoit le grand prix de littérature policière en 1953.

## Œuvre

### Romans
- La Famille Pied-de-bouc, (Horns for the Devil, 1951), Éditions Gallimard, coll. « Série noire » no 134, 1952
- L’Indic, (Stool Pigeon), 1953, (réédité sous le titre Shakedown Strip en 1960), Éditions Gallimard, coll. « Série noire » no 212, 1954
- Une lame, (Tiger in the Street, 1957, Belmont Books), Éditions Gallimard, coll. « Série noire » no 486, 1959

Louis Malley écrit un autre roman non traduit en français, The Love Mill sous titré Violence & Sex in Chicago & Miami, 1961. La mention Lecture pour adultes figure sur la couverture.

## Prix
- Grand prix de littérature policière 1953 pour La Famille pied-de-bouc (Horns for the Devils)[1]

## Sources
- Claude Mesplède (dir.), Dictionnaire des littératures policières, vol. 2 : J - Z, Nantes, Joseph K, coll. « Temps noir », 2007, 1086 p. (ISBN 978-2-910-68645-1, OCLC 315873361), p. 283.
- Claude Mesplède, Les années "Série noire" : bibliographie critique d'une collection policière, vol. 1 : 1945-1959, Amiens, Editions Encrage, coll. « Travaux » (no 13), 1992 (ISBN 978-2-906-38934-2).
- Claude Mesplède et Jean-Jacques Schleret, SN, voyage au bout de la Noire : inventaire de 732 auteurs et de leurs œuvres publiés en séries Noire et Blème : suivi d'une filmographie complète, Paris, Futuropolis, 1982, 476 p. (OCLC 11972030).